# Будимир Гајић
Будимир Гајић (Ивановци, Љиг 1878 – Ивановци, Љиг 1953) био је први добровољни давалац крви на Балкану.

## Учешће у рату
Будимир Гајић је рођен 1878. године у селу Ивановци, у Качерском срезу, данас околина Љига. Био је сељак, домаћин, отац шесторо деце, трговац ракијом. 
Борио се  у Четвртом таковском пуку Шумадијске дивизије Другог позива. Био је учесник оба балканска рата, из којих је изашао са чином наредника. На положају Мокра гора, 1912. године, у борби са Турцима тешко је рањен у бутину десне ноге. Следеће године, на положају Вардиште, у борби са Бугарима, рањен је и у леву ногу. У Великом рату, са штапом пешке је прешао Албанију, до Грчке, где се опоравио.
За заслуге у Великом рату добио је више одликовања: Карађорђеву звезду, Медаљу Обилића, Орден француске легије части, Медаљу за хуманост.

## Први српски добровољни давалац крви
Др Никола Крстић био је начелник Хируршког одељења Опште државне болнице у Београду, и ратни хирург Прве армије. Он је у скочивирској пољској болници Солунског фронта 1916. године, донео храбру одлуку да примени индиректну трансфузију, узме крв унапред и касније да неком војнику. Постројио је борце и питао да ли неко хоће да да крв која ће чекати повређене ратнике. Јавио се сељак Будимир Гајић из Ивановаца, данас у љишкој општини. Дао је 500 мл венске крви, која је помешана са натријум - цитратом, касније дата војнику чије име није сачувано. Будимир је одбио понуђену поштеду као награду и одмах отишао на положај.
До тада је вршена директна трансфузија, из вене у вену, али све је мање било здравих и одморних војника који би рањеницима могли дати крв и често се дешавало да они умиру зато што искрваре.  
Др Крстић је после Великог рата наставио на ради у Општој државној болници у Београду, као шеф Ортопедског одељења. Говорио је и писао о методи коју је применио у току рата, о индиректној трансфузији крви унапред узетој за непознатог примаоца. Међутим, није поменуо име првог добровољног даваоца крви на Балкану, Будимира Гајића.
Преживео је Будимир Велики рат, вратио се у своје село. 
Преживео је и Други светски рат. 29. децембра 1952. године,  из Ивановаца кренуло је четрдесетак житеља да би добровољно дали крв у Београду. Међу њима био је и Будимир Гајић, у пратњи сина Милисава и синовца. Није могао да да драгоцену течност, било му је већ 75 година, а сви остали јесу. Ивановчане је предводила Нада Антонијевић, секретарица Црвеног крста из овог села. 
Примаријус др мед. Милче Чанковић Кадијевић из Института за трансфузију крви Србије,  прва је обавестила јавност о Будимиру Гајићу, првом великом хуманисти. Она је 1994. године случајно, читајући старе извештаје, пронашла списе у којима се помиње Будимир и начин на који је њему узета и сачувана крв за будућег непознатог примаоца. У Ванкуверу, 2002. године, известила је колеге трансфузиологе о Будимиру Гајићу, првом добровољном даваоцу крви на Балкану и међу првима у Европи.  
Испред Црвеног крста у Љигу 3. децембра 2006. године, на иницијативу др Чанковић Кадијевић, подигнута је спомен - биста у сећање на Будимира Гајића.